# Scolopendra subspinipes
Scolopendra subspinipes – gatunek parecznika z rzędu skolopendrokształtnych i rodziny skolopendrowatych, popularny w terrarystyce.

## Taksonomia
Gatunek ten opisany został po raz pierwszy w 1815 przez Williama Elforda Leacha. Wykazuje znaczną zmienność morfologiczną, wskutek czego doczekał się licznych synonimów. Jeszcze w XXI wieku wyróżniano w jego obrębie 8 podgatunków. S. s. mutilans L. Koch, 1878 i S. s. gastroforeata Muralewicz, 1913 zostały zsynonimizowane z podgatunkiem nominatywnym w pracach z lat 2001–2010. W 2012 Christian Kronmüller zsynonimizował z nim również podgatunki S. s. piceoflava Attems, 1938 i S. s. fulgurans Bücherl, 1946, a czterem innym nadał status osobnych gatunków tak, że obecnie nie wyróżnia się żadnych podgatunków w obrębie S. subspinipes. 

## Opis

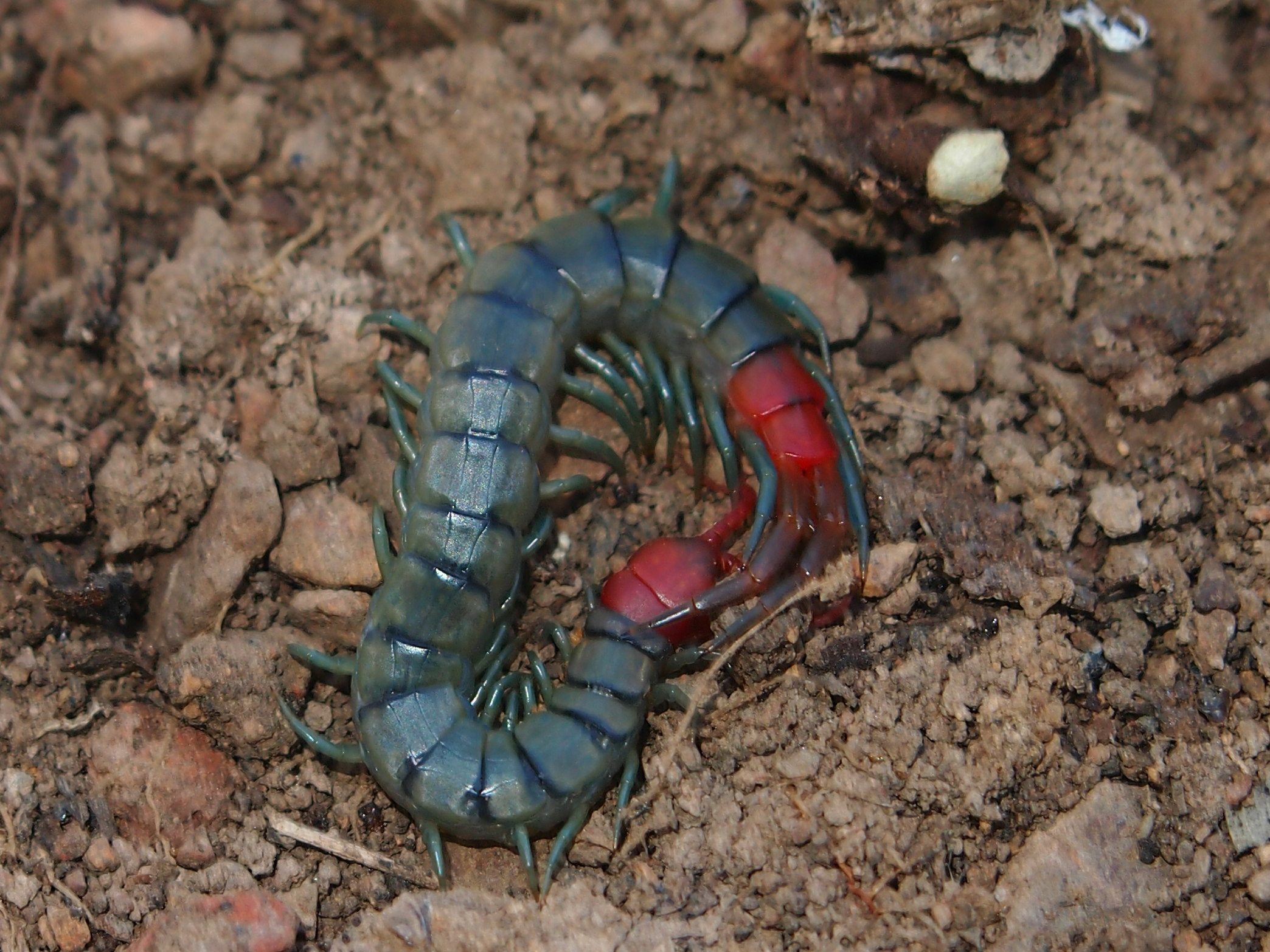

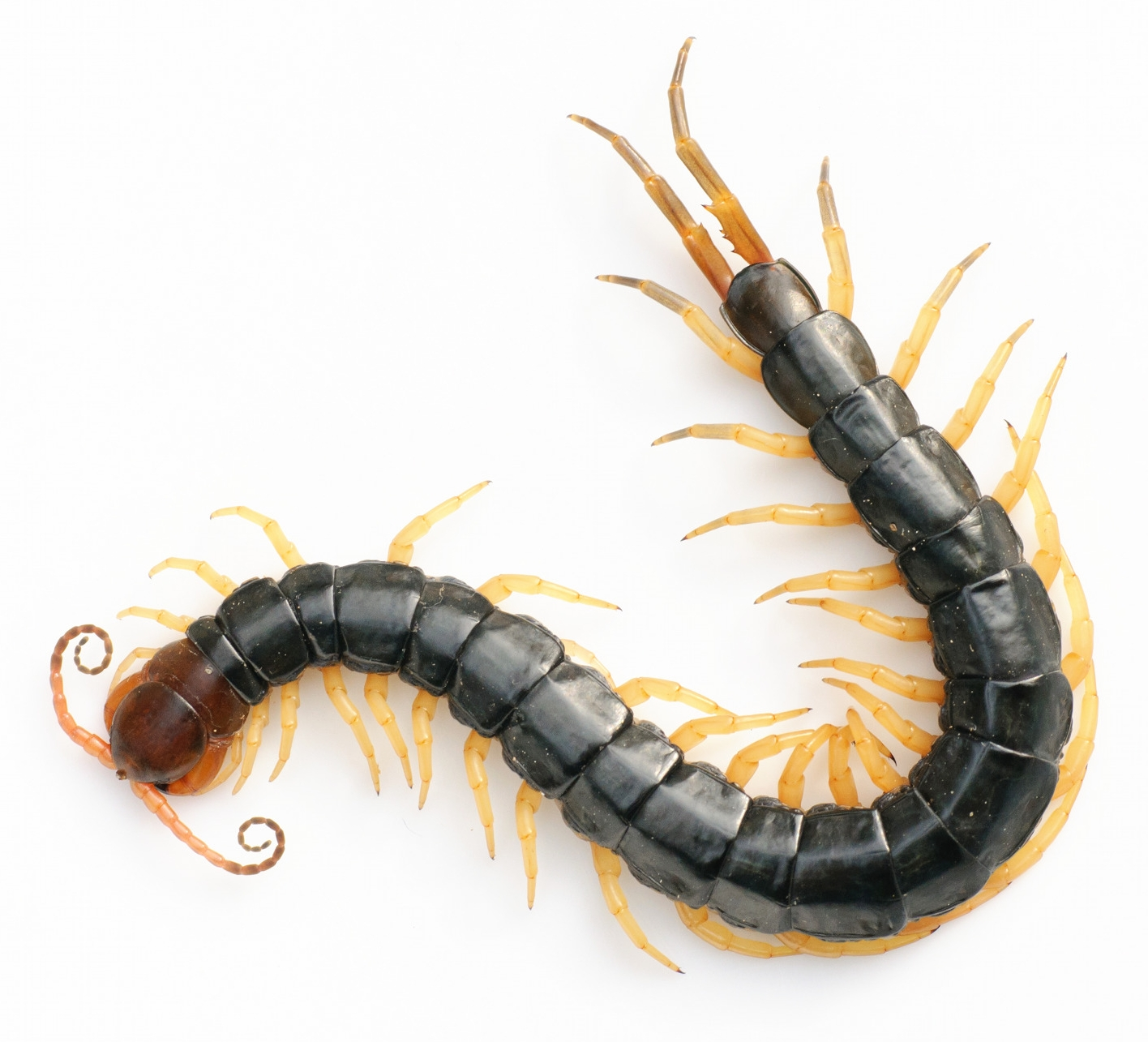

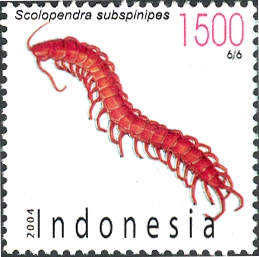
S. subspinipes na indonezyjskim znaczku pocztowym

Według Attemsa skolopendra ta osiąga do 15 cm długości ciała, natomiast źródła terrarystyczne wymieniają wymiary do 20 cm, a nawet ponad 27 cm. Ubarwienie jest bardzo zmienne. Głowa jest pozbawiona przedniej bruzdy poprzecznej (sulcus transversalis). Czułki zbudowane są z 18 lub 19 członów, ale wyjątkowo ich liczba może być większa lub wynosić 17. Od połowy członu czwartego do końca szóstego występuje rzadkie owłosienie. Liczba zębów na coxosterna wynosi od 4 do 9, przy czym zwykle jest ich 5 lub 6. Tułów ma na sternitach od drugiego do dziewiętnastego (rzadziej do dwudziestego) po dwie bruzdy paramedialne, a tergity od piątego do szesnastego są obrzeżone. Bruzdy paramedialne tergitów zaczynają się zwykle od trzeciego, ale mogą się też zaczynać od drugiego lub dalszego. Wyrostki koksopleuralne występują w liczbie od jednego do trzech. Odnóża kroczne mają po dwie ostrogi dodatkowe, a dwudziesta ich para wyposażona jest zwykle w ostrogi stóp. Przedudzie odnóży końcowych ma 1–3 kolce brzuszno-boczne, 1–2 środkowe, 1–3 grzbietowo-środkowe i 1–5 czubków na wyrostku. 

## Występowanie
Pierwotnie S. subspinipes występowała tylko w rejonach tropikalnych i subtropikalnych Azji, ale została zawleczona również w inne rejony. Współcześnie występuje w Indonezji, Singapurze, Malezji, Tajlandii, Laosie, Wietnamie, Hongkongu, Chinach, na Filipinach, w Japonii, Rosji, Indiach, na Andamanach, Nikobarach, Sri Lance, Madagaskarze, Seszelach, Reunionie, Mauritiusie, Zanzibarze, Wyspach Świętego Tomasza i Książęca, Wybrzeżu Kości Słoniowej, w Liberii, Południowej Afryce, Australii, Oceanii (w tym na Hawajach), Ameryce Centralnej, na Karaibach, Bermudach, w Kolumbii, Gujanie, Surinamie, Gujanie Francuskiej i Brazylii.

## Jad
LD50 dla kg myszy wynosi 60 mg domięśniowo i 2,35 mg dożylnie. Efekty ukąszenia u ludzi zwykle są miejscowe, obejmując ból, zaczerwienienie, obrzęk i powierzchowną martwicę. Znany jest tylko jeden przypadek śmiertelny – siedmiolatka ukąszona w głowę na Filipinach. Jest to jednocześnie jedyny potwierdzony przypadek śmierci człowieka w wyniku ukąszenia skolopendry.

## Hodowla
Ze względu na dużą różnorodność ubarwienia należy do najpopularniejszych skolopendr w terrarystyce. W terrarium zaleca się utrzymywanie wilgotności od 60% do 80% lub 85% i temperatury 22–28°C z nocnymi spadkami do 18–22°C. Jako podłoże stosować można torf odkwaszony lub kokosowy, ewentualnie zmieszany z piaskiem, a jego głębokość powinna wynosić około 10 cm. Niezjedzony pokarm należy usuwać następnego dnia. Samice rodzą młode po 2–3 miesiącach od zaplemnienia i opiekują się nimi przez pewien czas. Później należy je rozdzielić ze względu na ryzyko kanibalizmu. Gatunek jest szybki, agresywny i nie zaleca się brania go w ręce.